# 디아볼레차
디아볼레차(Diavolezza)는 스위스 그라우뷘덴주의 발베르니나 위에 있는 산골짜기이자 스키 리조트이다. 산간 평지의 고도는 2,958m이며, 문트 퍼스(북서쪽, 3,207m)와 트로바트봉 (남동, 3,146m) 사이에 있다.
디아볼레차에서는 베르니나봉와 모르테라취 빙하의 지류인 페르스 빙하를 포함한 동부 알프스의 가장 높은 봉우리를 볼 수 있다.

## 관광
산은 베르니나 고개 계곡인 발베르니나에서 케이블카로 갈 수 있다. 2,096m의 케이블카 하부역에는 래티셰 철도(RhB)의 베르니나선에 있는 베르니나 디아볼레차역이 있다. 2,978m의 정상 역에는 탁 트인 테라스가 있는 레스토랑과 호텔 수준 및 2층 스타일 숙박 시설을 모두 제공하는 호텔이 있다.
디아볼레차는 상부 엥가딘(1,896m에서 3,066m)의 스키장 중 하나이다. 스키장은 계곡 반대편에 있는 라갈브봉과 연결되어 있다. 두 영역은 일반적으로 디아볼레차-라갈브라고 하는 하나로 승격되었다. 디아볼레차-라갈브 지역은 온통 붉고 검은색의 험난한 경사와 5월까지 자주 지속되는 좋은 눈 상태로 유명하다. 특히 인기 있는 것은 모르테라취 빙하를 따라 모르테라취역까지 이어지는 10km의 어려운 경사이다. (빙하의 경사가 표시되고 고정됨)
매달 보름달이 뜨면 저녁에는 달빛 스키가 있다.